# 가브리엘 아탈
가브리엘 니심 아탈 드 쿠리스(프랑스어: Gabriel Nissim Attal de Couriss, 프랑스어 발음: [ɡabʁijɛl atal], 1989년 3월 16일~)은 2024년 1월부터 제122대 프랑스의 총리이다. 르네상스 정당의 일원인 아탈은 2017년 6월 국회의원에 당선된 후 정치계에서 빠르게 상승했다. 그는 2018년 국가교육청년부 장관의 차관이 되어 프랑스 정부 에서 근무한 최연소 인물이 되었고, 2020년 정부 대변인, 2022년 공공행동회계부 장관, 2023년 국민교육청년부 장관을 역임했다.
프랑스 제5공화국 출범 이래 역대 최연소 총리로 등극했으며, 커밍아웃한 게이로 프랑스 역사상 최초의 성소수자 총리이다.

## 생애
아탈은 1989년 3월 16일, 일드프랑스 클라마르에서 이브 이탈과 마르 드 쿠리스 사이에서 태어났다. 아버지 이브 아탈은 유대계, 어머니는 러시아계 혈통이며 아탈은 어머니를 따라 러시아 정교회 세례를 받았다.
아탈은 파리 정치대학에 진학한 뒤, 2017년 전진하는 공화국!에 입당해 정계에 입문했고, 동년 6월에는 하원의원으로 당선되었다. 이후 2018년에는 프랑스 국가교육청년부 장관의 차관이 되어 최연소 차관 기록을 세웠고, 2020년에는 프랑스 정부 대변인, 2022년에는 공공행동회계부 장관, 2023년에는 국인교육청년부 장관을 맡았다.

## 총리 시절
2024년 1월 9일, 아탈은 프랑스 대통령 에마뉘엘 마크롱에 의해 엘리자베스 보른을 대신하여 프랑스 총리 로 임명되었다. 34세의 나이에 그는 최연소로 프랑스 총리를 역임한 최초의 게이 정치인이 되었다.
2024년 1월 8일 엘리자베트 보른이 총리직을 사임한 후 언론 매체는 아탈을 그녀의 뒤를 이을 후보로 발표했다. 그의 총리 임명은 2024년 1월 9일에 발표되었다. 그는 또한 현재 세계에서 국가 또는 정부 수반을 맡은 최연소 인물이 되었다. 2022년 입법 선거 결과 의회 다수당이 결여된 아탈은 마크롱 대통령 취임 이후 두 번째로 소수 정부를 구성했다. 그는 마크롱 취임 이후 가장 우파적인 내각으로 널리 묘사되는 내각을 임명했으며, 이전에는 그의 고위 장관 중 절반 이상이 보수적인 UMP/LR 정당 출신이었다.
아탈은 프랑스에서 가장 인기 있는 정치인 중 한 명이다. 프랑스 언론은 그가 2027년 대선의 잠재적 경쟁자일 것이라고 추측했다. 

## 같이 보기
- 2017년 프랑스 총선
- 2022년 프랑스 총선
- 2024년 프랑스 총선

## 역대 선거 결과
| 선거명      | 직책명                       | 대수 | 정당       | 1차 득표율 | 1차 득표수 | 2차 득표율 | 2차 득표수 | 결과 | 당락                    |
| ----------- | ---------------------------- | ---- | ---------- | ---------- | ---------- | ---------- | ---------- | ---- | ----------------------- |
| 2017년 선거 | 하원의원 (오드센 제10선거구) | 15대 | 앙 마르슈! | 44.04%     | 19,572표   | 60.94%     | 20,818표   | 1위  | 오드센 주 하원의원 당선 |
| 2022년 선거 | 하원의원 (오드센 제10선거구) | 16대 | 앙 마르슈! | 48.06%     | 20,679표   | 59.85%     | 24,047표   | 1위  | 오드센 주 하원의원 당선 |
| 2024년 선거 | 하원의원 (오드센 제10선거구) | 17대 | 르네상스   | 43.85%     | 25,675표   | 58.23%     | 29,924표   | 1위  | 오드센 주 하원의원 당선 |